# Carl Leonard Reid
Carl Leonard Reid (ur. 14 grudnia 1950 w Hagersville) – kanadyjski duchowny rzymskokatolicki, w latach 2019–2023 ordynariusz Ordynariatu Personalnego Matki Bożej Krzyża Południa odwołującego się do tradycji anglikańskiej.

## Życiorys
15 kwietnia 2012 konwertował na katolicyzm. 12 grudnia 2012 został wyświęcony na diakona. Święcenia kapłańskie przyjął 26 stycznia 2013. 26 marca 2019 został mianowany ordynariuszem personalnym ordynariatu Matki Bożej Krzyża Południa obejmującego katolików tradycji anglikańskiej mieszkających w Australii.
21 kwietnia 2023 papież Franciszek przyjął jego rezygnację z urzędu ordynariusza, funkcję tę pełnił do 1 lipca 2023.